# Niobato di litio

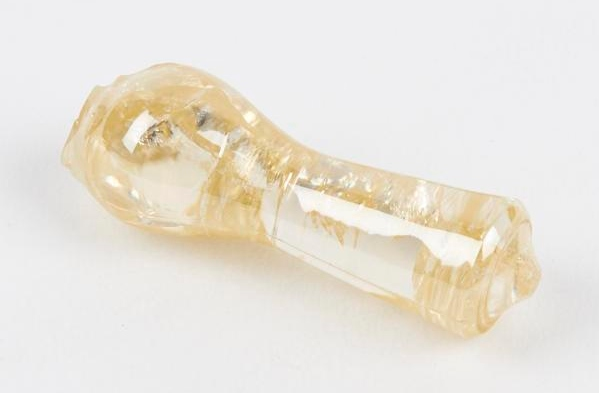
Boule di niobato di litio

Il niobato di litio (LiNbO3) è un sale non naturale costituito da niobio, litio e ossigeno dell'acido niobico. I suoi singoli cristalli sono un materiale importante per guide d'onda ottiche, telefoni cellulari, sensori piezoelettrici, modulatori ottici e varie altre applicazioni ottiche lineari e non lineari. Il niobato di litio è talvolta indicato con il nome commerciale linobate.

## Proprietà
Il niobato di litio è un solido incolore ed è insolubile in acqua. Appartiene al gruppo spaziale R3c (gruppo n° 161) e ha un sistema di cristalli trigonali, che manca di simmetria di inversione e mostra la ferroelettricità, effetto Pockels, piezoelettricità, la fotoelasticità e la polarizzabilità ottica non lineare. Il niobato di litio ha birifrangenza uniassiale negativa che dipende leggermente dalla stechiometria del cristallo e dalla temperatura. Assorbe inoltre tutte le radiazioni luminose (ossia è trasparente) per lunghezze d'onda comprese tra 350 e 5200 nanometri.
Il niobato di litio può essere drogato con ossido di magnesio, che aumenta la sua resistenza al danno ottico (noto anche come danno fotorefrattivo) quando drogato al di sopra della soglia di danno ottico. Altri droganti disponibili sono ferro (Fe), zinco (Zn), afnio (Hf), rame (Cu), gadolinio (Gd), erbio (Er), ittrio (Y), manganese (Mn) e boro (B).

## Produzione
I singoli cristalli di niobato di litio possono essere coltivati utilizzando il processo Czochralski.

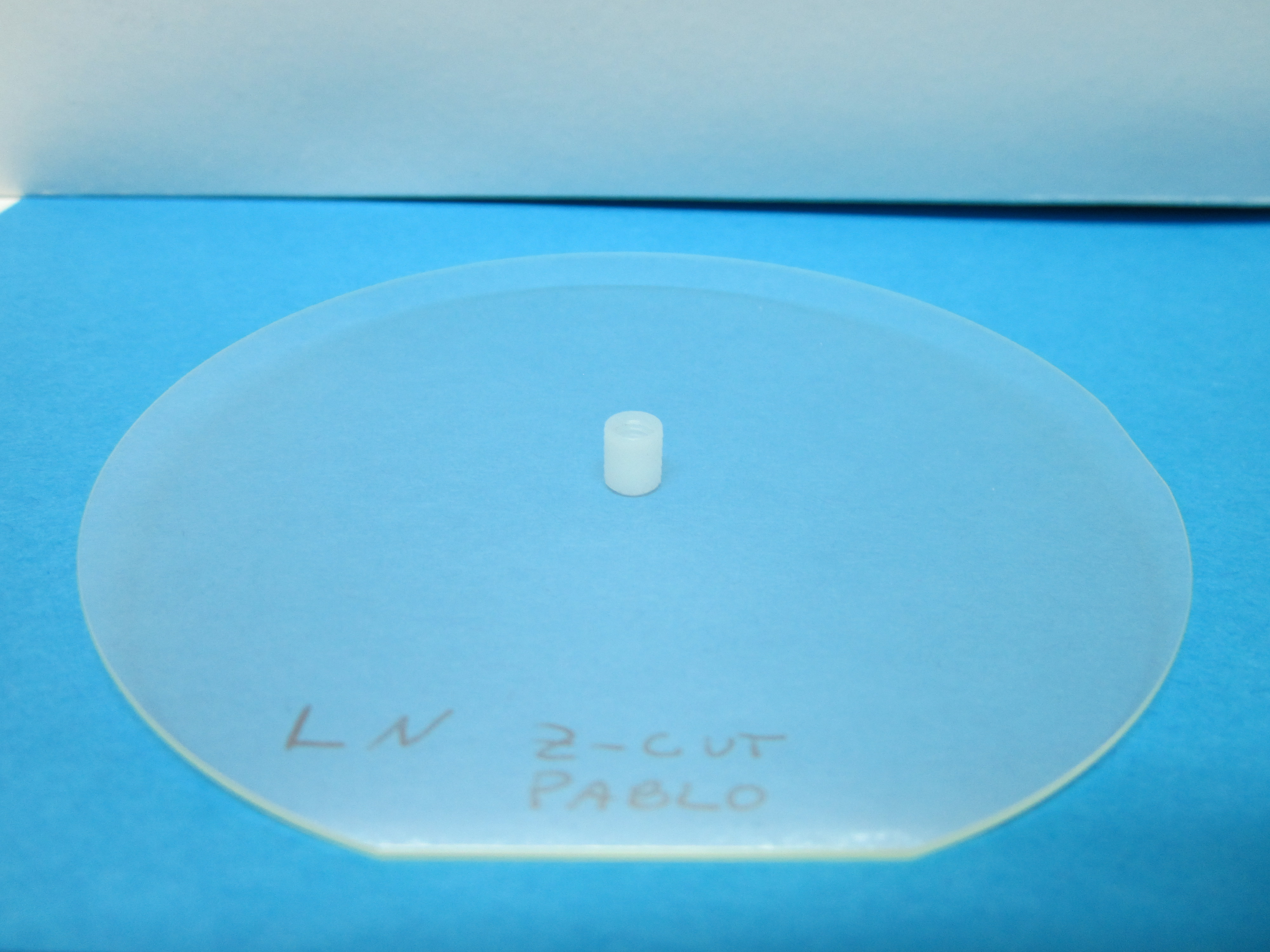
Un wafer di niobato di litio a cristallo singolo con taglio Z-cut.

Dopo che un cristallo è cresciuto, viene tagliato in wafer di diverso orientamento. Gli orientamenti comuni sono Z-cut, X-cut, Y-cut.

### Film sottili
Il niobato di litio a film sottile (ad es. per guide d'onda ottiche) può essere coltivato su zaffiro e altri substrati, utilizzando il processo MOCVD. La tecnologia è nota come Lithium Niobate-On-Insulator (LNOI).

## Nanoparticelle
Le nanoparticelle di niobato di litio e pentossido di niobio possono essere prodotte a bassa temperatura. Il protocollo completo implica una riduzione indotta da idruro di litio (LiH) di cloruro di niobio(V) (NbCl5) seguita da un'ossidazione spontanea in situ in nano-ossidi di niobio a bassa valenza. Questi ossidi di niobio sono esposti all'atmosfera con conseguente produzione di pentossido di niobio puro. Infine, il pentossido di niobio stabile viene convertito in nanoparticelle di niobato di litio durante l'idrolisi controllata dell'eccesso di idruro di litio. Le nanoparticelle sferiche di niobato di litio con un diametro di circa 10 nm possono essere preparate impregnando una matrice di silice mesoporosa con una miscela di una soluzione acquosa di nitrato di litio (LiNO3) e NH4NbO(C2O4)2 seguita da 10 min di riscaldamento in un forno a infrarossi.

## Applicazioni
Il niobato di litio è ampiamente utilizzato nel mercato delle telecomunicazioni, come nei telefoni cellulari e nei modulatori ottici. È uno dei materiali di scelta per la fabbricazione di dispositivi a onde acustiche di superficie, grazie alle sue proprietà piezoelettriche. Per alcuni usi può essere sostituito dal tantalato di litio (LiTaO3). Altri usi sono nel raddoppio della frequenza laser, nell'ottica non lineare, nelle celle di Pockels, negli oscillatori parametrici ottici, nei dispositivi Q-switching per laser, altri dispositivi acusto-ottici, negli interruttori ottici per le frequenze gigahertz. È un materiale eccellente per la produzione di guide d'onda ottiche. Viene anche utilizzato nella realizzazione di filtri passa-basso spaziali ottici (filtro anti-alias).
Negli ultimi anni il niobato di litio sta trovando applicazioni come una sorta di pinzette elettrostatiche, un approccio noto come pinzette optoelettroniche, poiché l'effetto richiede l'eccitazione della luce per aver luogo Questo effetto consente la manipolazione fine di particelle di dimensioni micrometriche con elevata flessibilità poiché l'azione di pinzatura è vincolata all'area illuminata. L'effetto si basa sui campi elettrici molto elevati generati durante l'esposizione alla luce (1–100 kV/cm) all'interno del punto illuminato. Questi campi intensi stanno trovando applicazioni anche in biofisica e biotecnologia, poiché possono influenzare gli organismi viventi in vari modi. Ad esempio, è stato dimostrato che il niobato di litio drogato con ferro eccitato da luce visibile produce la morte cellulare nelle colture di cellule tumorali.

## Niobato di litio a polarità periodica (PPLN)
Il niobato di litio a polarità periodica (PPLN) è utilizzato principalmente per ottenere un adattamento quasi-in-fase in ottica non lineare. I domini ferroelettrici puntano alternatamente alla direzione +c e -c, con un periodo tipicamente compreso tra 5 e 35 µm. I periodi più brevi di questo intervallo sono utilizzati per la generazione della seconda armonica, mentre quelli più lunghi per l'oscillazione parametrica ottica. La polarizzazione periodica può essere ottenuta mediante polarizzazione elettrica con elettrodo strutturato periodicamente. Il riscaldamento controllato del cristallo può essere utilizzato per mettere a punto l'adattamento di fase nel mezzo a causa di una leggera variazione della dispersione con la temperatura
La polarità periodica utilizza il valore più grande del tensore non lineare del niobato di litio, d33 = 27 pm/V. L'adattamento quasi-in-fase fornisce efficienze massime pari a 2/π (64%) del d33 completo, circa 17 pm/V.
Altri materiali utilizzati per la polarizzazione periodica sono i cristalli inorganici a banda larga come il potassio titanil fosfato (KTP) (che genera KTP periodicamente polarizzato, chiamato PPKTP) il tantalato di litio e alcuni materiali organici.
La tecnica della polarizzazione periodica può essere utilizzata anche per formare nanostrutture superficiali.
Tuttavia, a causa della sua bassa soglia di danno fotorefrattivo, il niobato di litio a polarità periodica trova solo applicazioni limitate per livelli di potenza molto bassi. 

### Equazioni di Sellmeier
L'equazione di Sellmeier per l'indice straordinario viene utilizzata per trovare il periodo di polarizzazione e la temperatura approssimata per l'adattamento di quasi-in-fase. Secondo uno studio essa dà come risultato:
{\displaystyle {n_{e}^{2}\approx 5.35583+4.629\times 10^{-7}f+{0.100473+3.862\times 10^{-8}f \over \lambda ^{2}-(0.20692-0.89\times 10^{-8}f)^{2}}+{100+2.657\times 10^{-5}f \over \lambda ^{2}-11.34927^{2}}-1.5334\times 10^{-2}\lambda ^{2}}}
valido da 20 a 250 °C e per lunghezze d'onda da 0,4 a 5 micrometri, mentre per lunghezze d'onda maggiori si ha che:
{\displaystyle {n_{e}^{2}\approx 5.39121+4.968\times 10^{-7}f+{0.100473+3.862\times 10^{-8}f \over \lambda ^{2}-(0.20692-0.89\times 10^{-8}f)^{2}}+{100+2.657\times 10^{-5}f \over \lambda ^{2}-11.34927^{2}}-(1.544\times 10^{-2}+9.62119\times 10^{-10}\lambda )\lambda ^{2}}}
che vale per T da 25 a 180 °C, per lunghezze d'onda comprese tra 2,8 e 4,8 micrometri.
In queste equazioni {\displaystyle f=(T-24,5)(T+570,82)}, {\displaystyle \lambda } è in micrometri e la temperatura {\displaystyle T} è in °C.
Più in generale per l'indice ordinario e straordinario di LiNbO3 drogato con MgO si ha:
{\displaystyle {n^{2}\approx a_{1}+b_{1}f+{a_{2}+b_{2}f \over \lambda ^{2}-(a_{3}+b_{3}f)^{2}}+{a_{4}+b_{4}f \over \lambda ^{2}-a_{5}^{2}}-a_{6}\lambda ^{2}}},
insieme a: 
| Parameters | Drogaggio con MgO al 5% CLN | Drogaggio con MgO al 5% CLN | Drogaggio con MgO all'1% SLN |
| Parameters | ne                          | no                          | ne                           |
| ---------- | --------------------------- | --------------------------- | ---------------------------- |
| a1         | 5,756                       | 5,653                       | 5,078                        |
| a2         | 0,0983                      | 0,1185                      | 0,0964                       |
| a3         | 0,2020                      | 0,2091                      | 0,2065                       |
| a4         | 189,32                      | 89,61                       | 61,16                        |
| a5         | 12,52                       | 10,85                       | 10,55                        |
| a6         | 1,32×10−2                   | 1,97×10−2                   | 1,59×10−2                    |
| b1         | 2,860×10−6                  | 7,941×10−7                  | 4,677×10−7                   |
| b2         | 4,700×10−8                  | 3,134×10−8                  | 7,822×10−8                   |
| b3         | 6,113×10−8                  | −4,641×10−9                 | −2,653×10−8                  |
| b4         | 1,516×10−4                  | −2,188×10−6                 | 1,096×10−4                   |

per niobato di litio congruente (CLN) e niobato di litio stechiometrico (SLN).